# 米哈伊尔·基斯利亚科夫
米哈伊尔·列昂尼多维奇·基斯利亚科夫（羅馬化：Mikhail Leonidovich Kislyakov；1975年11月18日—）是俄罗斯政治人物，第八届国家杜马代表。
2003年至2021年，担任农业生产合作社“Zapolyarye”渔业集体农场主席。2018年至2021年，担任阿尔汉格尔斯克州众议院代表。2021年9月起，担任阿尔汉格尔斯克州代表议会代表。第八届国家杜马。
基斯利亚科夫于2022年因俄乌战争而受到美国财政部制裁。